# Константина (императрица)
Константи́на (ок. 560, Дафнутий — ок. 605, Константинополь) — византийская императрица, супруга императора Маврикия (годы правления 582—602), дочь Тиберия II Константина и Ино Анастасии. Носила титул августы с 582 до своей смерти. Биография Константины описана в хрониках Феофилакта Симокатты, Павла Диакона и Иоанна Бикларийского.
В «Грузинской летописи», составленной в XIII веке, Константина ошибочно считается дочерью Хосрова II. По другим более поздним версиям, Константина являлась его свекровью через свою — скорее всего вымышленную — дочь Мириам / Марию.

## Биография

### Дочь цезаря
Её отец, Тиберий, служил комитом экскувиторов при Юстине II. По сообщениям авторов, император периодически страдал от приступов безумия, во время которых он был не в состоянии выполнять свои обязанности; психическая болезнь Юстина, как считается, началась в ноябре 573 года после получения известия о захвате важной крепости Дара шахом империи Сасанидов Хосровом I. По словам Григория Турского, единственной силой в империи в этот момент стала супруга автократора Элия София, племянница жены великого Юстиниана, Феодоры. Евагрий Схоластик сообщает, что Софии удалось самостоятельно заключить трёхлетнее перемирие с Хосровом. Но для того, чтобы иметь эффективную власть в качестве регента, ей требовались сторонники, и поэтому она выбрала Тиберия своим соправителем.
Согласно летописи Феофана Исповедника, Юстин официально назначил Тиберия цезарем 7 декабря 574. Он был также усыновлён императором и, таким образом, стал его законным наследником. Ино получила титул «цезариссы» и стала второй женщиной в империи после императрицы, а Константина и её сестра Харито стали членами императорской семьи.
«Церковная история» Иоанна Эфесского и «Хроника» Феофана Исповедника свидетельствуют, что императрица София сама планировала после смерти Юстина выйти замуж за Тиберия. Его тогдашний брак расценивался как оскорбление для неё, и Ино и её дочерям не разрешили войти в Большой дворец Константинополя. Вместо этого они поселились во дворце Ормизда, резиденции Юстиниана I до его восшествия на престол. По словам Иоанна Эфесского, Тиберий присоединялся к ним каждый вечер и каждое утро вновь возвращался в Большой дворец. Элия София также отказалась позволить придворным дамам навещать Ино и её дочерей в знак уважения к ним.
В конце концов, чтобы избегать неудовольствия августы, Константина, её мать Ино и сестра Харито покинули Константинополь, вернувшись в родной Дафнудий. По словам Иоанна Эфесского, Тиберий уезжал из столицы, чтобы навестить Ино, когда она заболела.

### Императорская дочь
В сентябре 578 года Юстин II назначил Тиберия своим соправителем, а уже 5 октября 578 года Юстин умер, и Тиберий стал единственным императором. По словам Иоанна Эфесского, София отправила патриарха Константинопольского Евтихия к Тиберию, чтобы убедить его развестись с Ино, предложив себя и свою взрослую дочь Аравию в качестве потенциальных невест для нового императора. Тиберий отказался.
Тиберий, видимо, опасался за безопасность своей жены и дочерей. Иоанн Эфесский сообщает, что эти три женщины был тайно привезены в Константинополь на лодке поздно ночью. Ино была объявлена императрицей на публичной церемонии и получила звание августы. София также сохранила своё звание и продолжала удерживать часть дворца для себя. Константина теперь стала одной из двух императорских дочерей.
Царствование её отца как императора было относительно коротким. В 582 году Тиберий заболел, и вопрос о правопреемстве стал насущным. Как и прежде, Софию попросили выбрать преемника умирающего императора и выбрали Маврикия, генерала, который одержал ряд побед над Ормиздом IV, сыном и преемником Хосрова I. По словам Григория Турского, она планировала выйти замуж за нового императорского наследника.

### Брак
Иоанн Эфесский и Григорий Турский представляют браки Константины и Харито как мудрость Тиберия, перехитрившего Софию в обеспечении верности своих зятьёв. 5 августа 582 года Константина была обручена с Маврикием, а Харито — с Германом. Оба мужчины были названы цезарями и стали вероятными преемниками.
Герман был патрикием и губернатором провинции Африка. Он отождествляется с посмертным сыном Германа Юстина и Матасунты, упомянутым Иорданом. Матасунта была дочерью Амаласунты и Евтарика.
Историческая интерпретация двойного брака заключалась в том, что Тиберий намеревался назначить двух соправителей своими преемниками. Возможно, с разделением провинций между ними. Если такие планы и были, они так и не приняли форму. По словам Иоанна Никиусского, Герман был более предпочтительным для Тиберия кандидатом на престол, но отказался из скромности.
13 августа Тиберий уже находился на смертном одре, и гражданские, военные и церковные сановники ожидали назначения его преемника. Тиберий, как сообщается, подготовил речь по этому вопросу, но был уже слишком слаб, чтобы говорить. Квестор священного дворца читал за него. В этой речи Маврикий провозглашался августом и единственным преемником престола. 14 августа Тиберий умер, и Маврикий стал единственным императором. Константина осталась с ним обручена.

### Императрица
Брак Константины и Маврикия состоялся осенью 582 года. Церемония была проведена патриархом Константинопольским Иоанном IV и подробно описана Феофилом Симокаттой. Константина была провозглашена августой, тот же титул сохраняли София и Анастасия. Иоанн Эфесский упоминает всех трех август, проживающих в Большом дворце.
Анастасия была первой из трёх императриц, которая умерла. Феофан Исповедник указывает её смерть в 593. Константина, по-видимому, имела более хорошие отношения с Элией Софией, чем её мать. Феофан отмечает, что они совместно подарили Маврикию драгоценную корону в качестве пасхального подарка в 601 году. Он принял их дар, но затем приказал повесить её над алтарём Святой Софии как свою собственную дань церкви, что, по словам Феофана, было воспринято как оскорбление августой и вызвало разлад в их браке.

### Свержение
22 ноября 602 года Маврикий, Константина и их дети покинули Константинополь на военном корабле. Общегородские беспорядки начались из-за голода, цирковая партия прасинов («зелёных»), ненавидевшая императора, восстала против него и открыла городские ворота прибывшей мятежной армии под предводительством центуриона Фоки. Фока был провозглашён императором 23 ноября.
Корабль столкнулся в море с зимним штормом и нашёл убежище на азиатском побережье Мраморного моря, недалеко от Никомедии. Маврикий страдал от подагры и был неспособен передвигаться дальше из-за сильной боли после поездки в море. Войска, верные Фоке, захватили свергнутую императорскую семью несколько дней спустя и привезли в Халкидон. 27 ноября все пять сыновей были казнены на глазах их отца. Затем был казнён сам Маврикий. Константина выжила как вдова.
В 603 году Константина и её три дочери были сосланы в монастырь, известный как «Дом Льва». Монастырь предположительно отождествляется с монастырем св. Мамонта, основанным и управлявшимся их родственницей Феоктистой, сестрой Маврикия.
Феофан сообщает, что Константина поддерживала связь с Германом, и оба они сговорились против Фоки. Их сообщения были доверены Петронии, служанке при Константине. Петрония оказалась неверной и сообщила о заговоре узурпатору. Константина была арестована и помещена под стражу Феопемпа, префекта Константинополя. Её допрос включал пытки, и она была вынуждена назвать имена своих соратников.
Константина и все три её дочери были казнены в Халкидоне. Герман и его неназванная дочь также были казнены. Эта дочь была вдовой Феодосия, старшего сына Константины и Маврикия. Феофан указывает данные события в 605/606, но точная дата находится под сомнением.
В «Константинопольских Патристиках», приписываемых Георгию Кодину, указывается, что Константина была обезглавлена, а её труп брошен в Босфор; однако в трактате Константина VII «О церемониях» упоминается, что Маврикий, Константина и их дети похоронены в монастыре святого Мамонта.

### Семья
Брак был счастливым и в нём родилось, по крайней мере, девять известных детей:
- Феодосий (4 августа 583/585 — после 27 ноября 602). Согласно Иоанну Эфесскому, он был первым наследником, рождённым правящим императором со времен правления Феодосия II (408—450). [10] Он был назначен цезарем в 587 году и соправителем 26 марта 590 года.
- Тиберий (ум. 27 ноября 602 г.).
- Пётр (ум. 27 ноября 602 г.).
- Павел (ум. 27 ноября 602 г.).
- Юстин (ум. 27 ноября 602).
- Юстиниан (ум. 27 ноября 602 г.).
- Анастасия (ум. 605).
- Феоктиста (ум. 605).
- Клеопатра (ум. 605).
- дочь Мириам / Мария записана летописцем XII века Михаилом Сирийским как жена Хосрова II, но её существование, скорее всего, вымышлено, так как она не упоминается никакими более ранними византийскими источниками. Если бы это было так, она родилась бы вскоре после свадьбы Константины с Маврикием в 582 году.